# Hemileius paraguayensis
Hemileius paraguayensis är en kvalsterart som först beskrevs av Balogh och Sandór Mahunka 1981.  Hemileius paraguayensis ingår i släktet Hemileius och familjen Hemileiidae. Inga underarter finns listade i Catalogue of Life.